# Distylium
Distylium là một chi thực vật có hoa trong họ Hamamelidaceae.